# Tachigali argyrophylla
Tachigali argyrophylla är en ärtväxtart som beskrevs av Adolpho Ducke. Tachigali argyrophylla ingår i släktet Tachigali och familjen ärtväxter. Inga underarter finns listade i Catalogue of Life.